# Croix Cartier
Pour les articles homonymes, voir Cartier.
La Croix Cartier est une montagne de France située en Savoie, dans la chaîne des Aravis. Elle comporte deux croix sommitales : l'une à son point culminant et la Croix de Stata à l'autre extrémité de la montagne.

## Géographie
Culminant à 1 834 mètres d'altitude, elle se présente sous la forme d'une montagne allongée sur un peu plus d'un kilomètre selon un axe sud-ouest-nord-est. Elle est délimitée par le vallon du Nant de la Coufa au nord qui le sépare de la crête du chalet du Curé, par les gorges de l'Arrondine à l'est qui les sépare du signal du Sac et de la tête du Torraz, par le vallon de Chaucisse au sud qui le sépare du Treu et par un petit col sans nom à l'ouest qui le sépare des Trois Aiguilles ou pointe de Mandallaz et de l'Étale. À ses pieds au sud se trouve le village de Chaucisse sur la commune de Saint-Nicolas-la-Chapelle et au sud-est celui de Flumet.

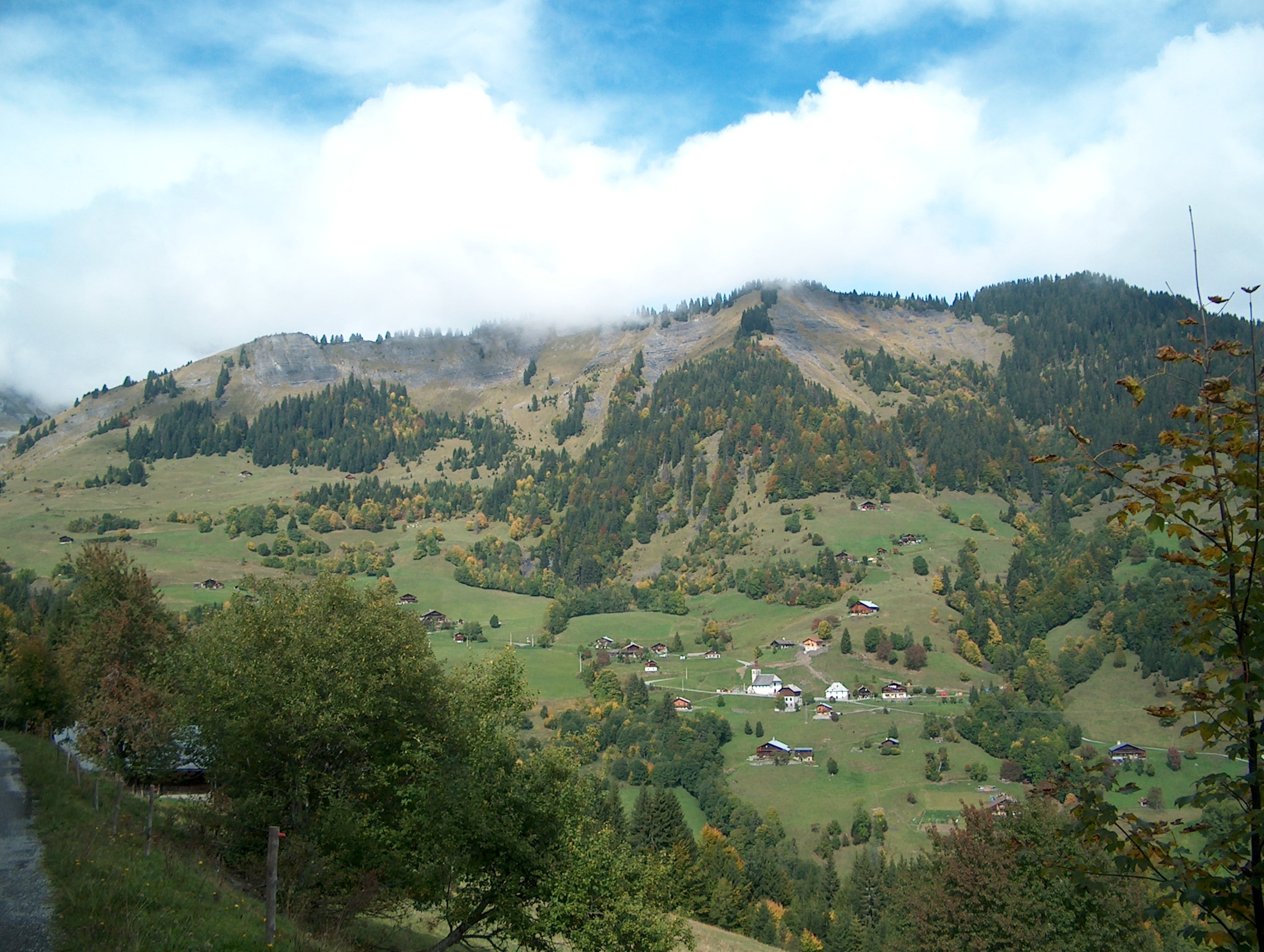
La Croix Cartier (à droite) et la Croix de Stata (à gauche) au-dessus du hameau de Chaucisse.

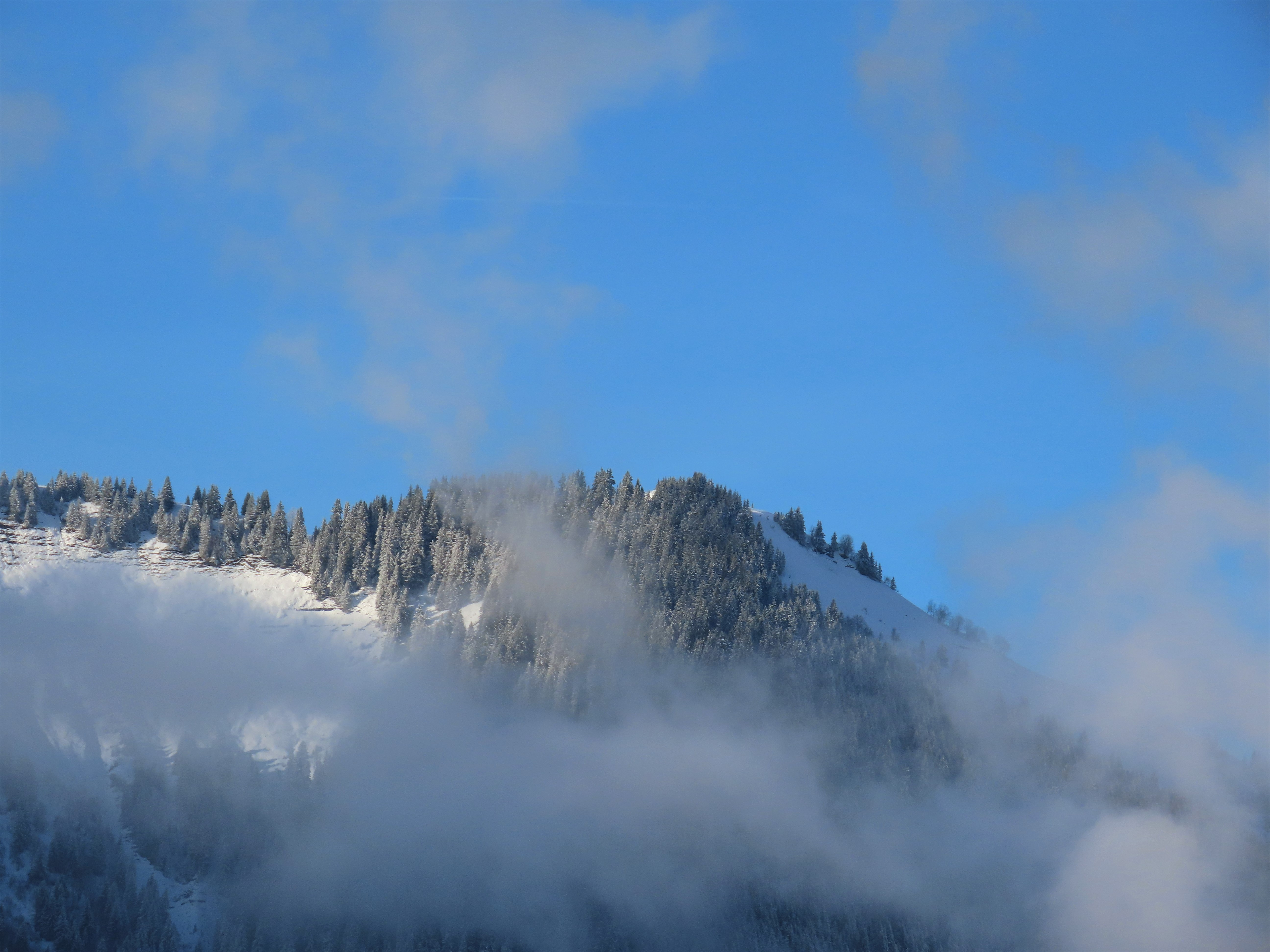
Vue hivernale de la croix Cartier depuis Crest-Voland au sud.